# Star Air (Indien)
Star Air ist eine indische Fluggesellschaft mit Sitz in Bengaluru.

## Geschichte
Star Air wurde 2017 gegründet. Im Juni 2018 erhielt die Fluggesellschaft ihr erstes Flugzeug, eine Embraer ERJ 145. Ihren Betrieb nahm die Airline am 25. Januar 2019 mit einem Flug von Bengaluru nach Hubballi-Dharwad auf.

## Flugziele
Die Fluggesellschaft fliegt nationale Destinationen an.

## Flotte

### Aktuelle Flotte
Mit Stand Februar 2023 besteht die Flotte der Star Air aus vier Flugzeugen mit einem Durchschnittsalter von 18,2 Jahren:
| Flugzeugtyp       | Anzahl | bestellt | Anmerkungen |
| ----------------- | ------ | -------- | ----------- |
| Embraer ERJ 145LR | 5      |          |             |